# Кримський Агатангел Юхимович
Агата́нгел Юхи́мович Кри́мський (крим. Agatangel Krımskiy, літературні псевдоніми: А. Хванько, Хванько Кримський, Ївхимець, Панько Рогач, Мирдза-Джафар та інші.; 3 (15) січня 1871 , Володимир, Волинська губернія  — 25 січня 1942 , Кустанай ) — український історик, філолог, дослідник староукраїнської мови, сходознавець, мовознавець, вчений-орієнталіст, письменник і перекладач, поліглот кримськотатарського походження, один з організаторів Академії наук України (1918). Походив із литовсько-татарського роду, що прийняв православ'я. Жертва сталінського терору.

## Життєпис

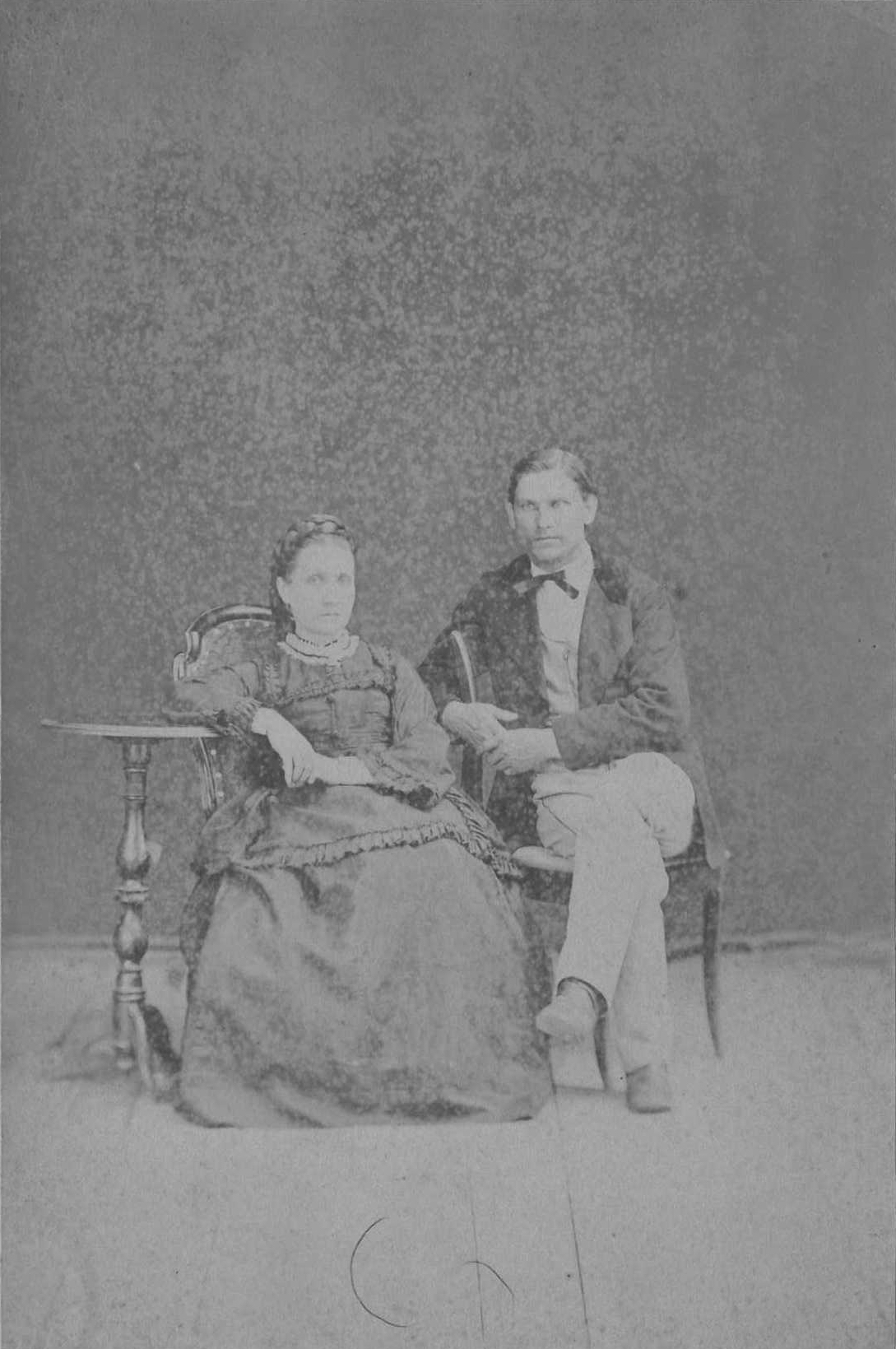
Батьки: Юхим Степанович та Аделаїда Матвіївна.

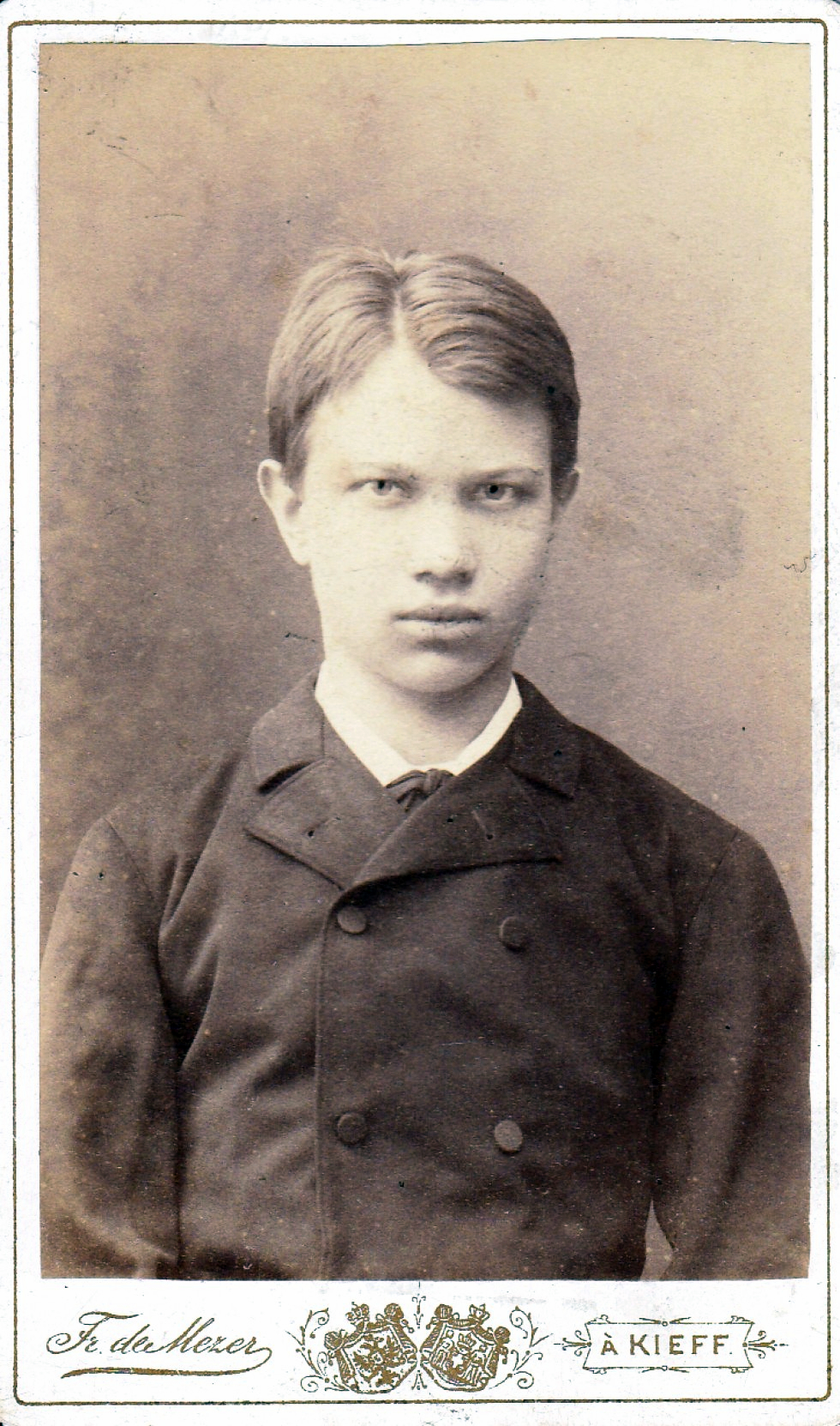
Агатангел Кримський бл. 1885 р.

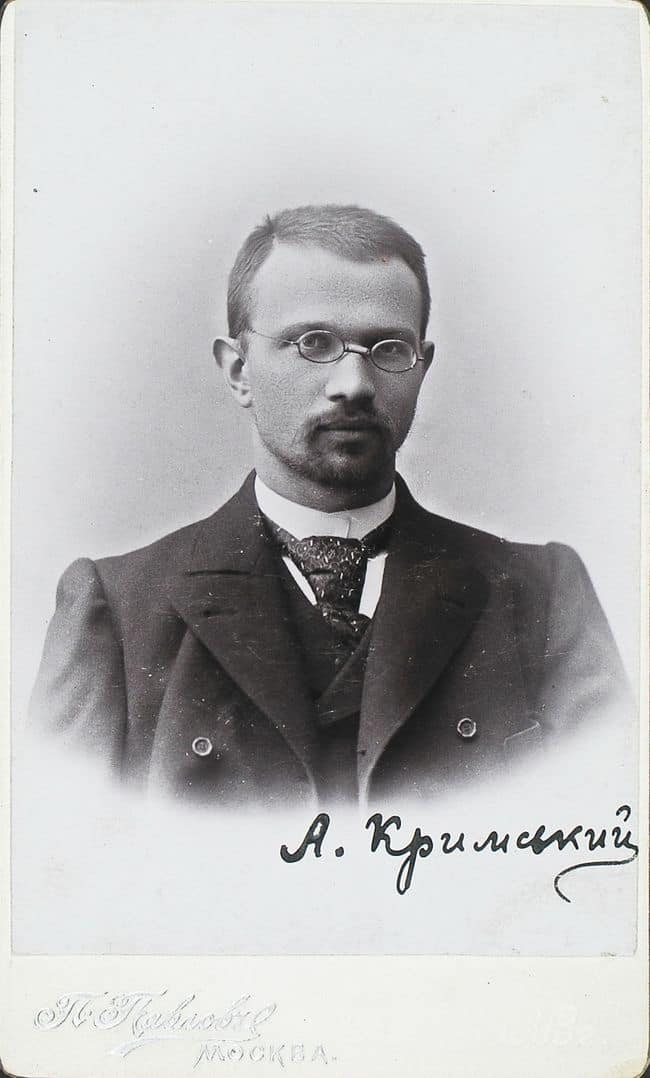
Агатангел Кримський наприкінці ХІХ ст.

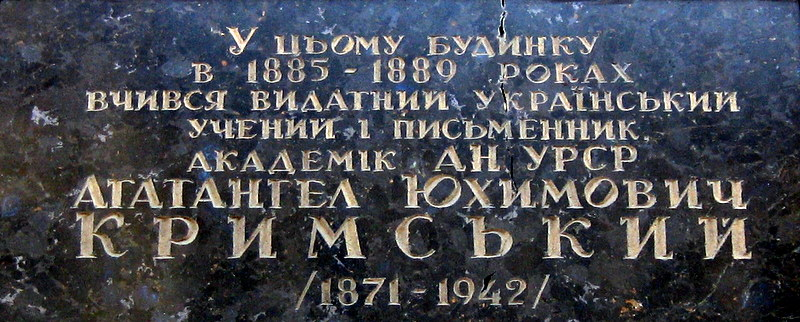
Меморіальна дошка в Києві на будинку Колегії Павла Ґалаґана по вулиці Богдана Хмельницького, де з 1885 по 1889 рік навчався Агатангел Кримський

Народився 3 [15] січня 1871 року в місті Володимирі-Волинському, нині місто Володимир, Волинська область, Україна, у родині етнічного кримського татарина з білоруським корінням, вчителя історії та географії Юхима Степановича Кримського й польки з відомого польсько-литовського роду Аделаїди Матвіївни. Засновником роду Кримських був мулла з Бахчисараю, який переселився до м. Мстиславль (нині Могильовська область, Білорусь). Дід Кримського перейшов з ісламу в християнство. Щодо свого походження Агатангел Юхимович писав таке: 
|  | Мій батько з білоруського міщанського роду, мати — полька литовська, — я знацця, ані кровинки вкраїнської не маю, тільки що вродився та виріс на Вкраїні. Хоч я родом не вкраїнець, але цілком проукраїнився |

У 1915 році в інтерв'ю газеті Терджиман вчений згадував, що в 1696 році після розсварення з ханом, прадід Агатангела Кримського покинув Бахчисарай i оселився в XVII столітті на території сучасної Білорусі (міста Борисов та Мстиславль).

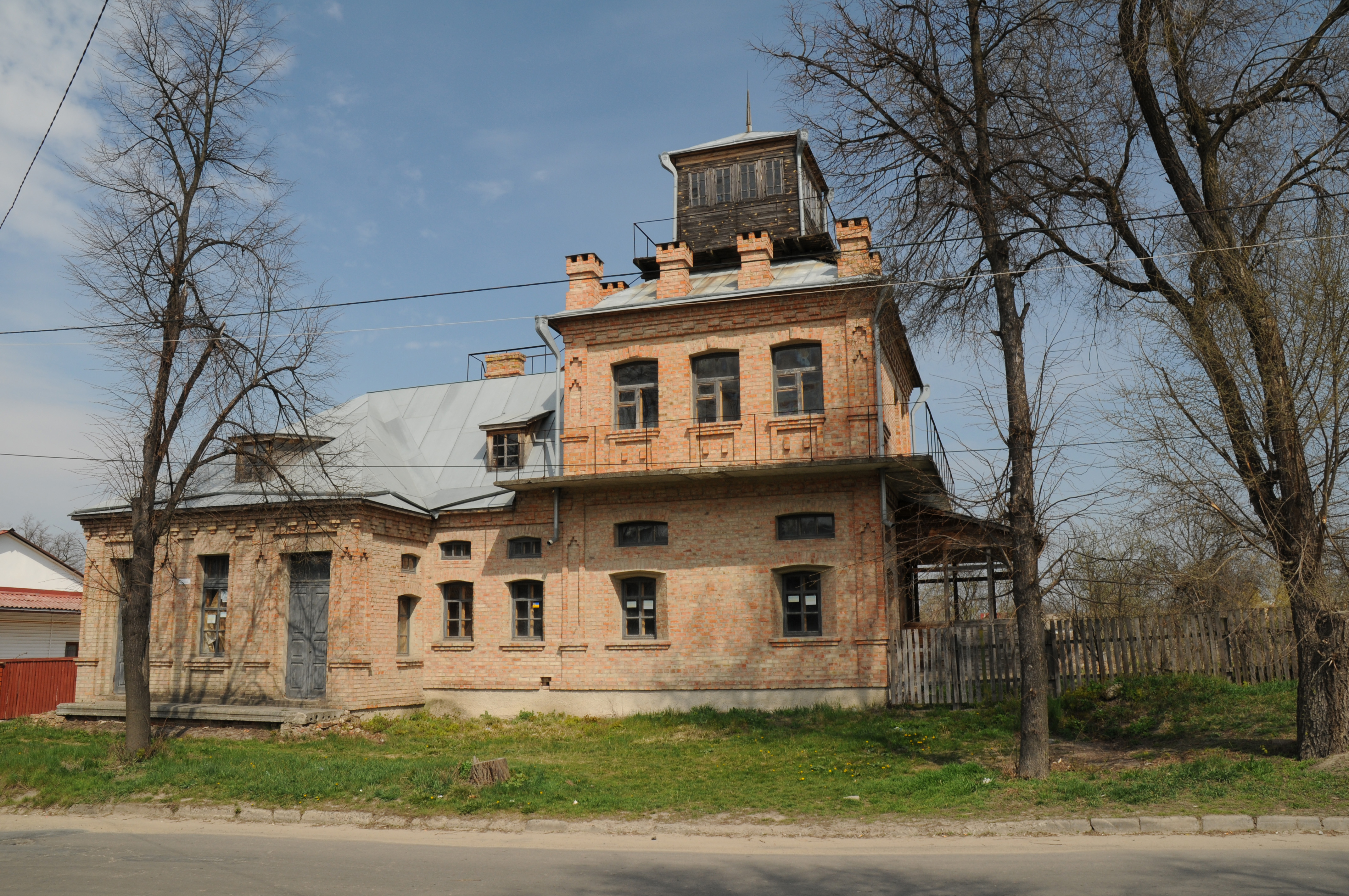
Сучасна будівля у м. Звенигородка, зведена впродовж 1996—1999 рр. на місці втраченої садиби родини Кримських. Відтворена за архівними фотографіями будинку Кримських у вигляді, наближеному до оригінального.

У дитячі роки Агатангел переїхав з батьками до Звенигородки (Черкаська область). Ще в трирічному віці навчився читати, а через два роки батько віддав його до місцевого училища, де хлопець провчився п'ять років (1876—1881). Після навчання в протогімназії в Острогу (1881—1884) та Другій київській гімназії (1884—1885), вступив за конкурсом до Колегії Павла Ґалаґана в Києві (1885—1889). Опанував іноземні мови: польську, французьку, англійську, німецьку, грецьку, італійську, турецьку. Усього він знав шістдесят мов. У колегії навчався в Павла Житецького, який пробудив у ньому любов до української мови, літератури, історії, завдяки чому він, не маючи й краплини української крови, присвятив своє життя Українській національній ідеї, відродженню української науки та культури.
У 1889—1892 роках навчався в Лазаревському інституті східних мов у Москві. Основними дисциплінами науковця були: арабська, перська і турецька мови та літератури. У 1892—1896 роках пройшов повний курс славістичних студій на історико-філологічному факультеті Московського університету під керівництвом мовознавця Всеволода Міллера, славіста Романа Брандта, знавця індоєвропейських мов Пилипа Фортунатова. 1896 року молодий науковець склав магістерські іспити з арабістики в Санкт-Петербурзькому університеті та зі слов'янської філології в Московському університеті. Крім того, він слухав у Московському університеті лекції з всесвітньої історії в професора Володимира Гер'є.
Після закінчення Московського університету Кримський одержав від Лазаревського інституту дворічну стипендію для поїздки до Сирії та Лівану. Під час цієї поїздки в 1896—1898 роках він зібрав багато матеріалів і документів, які опрацьовував усе життя. Після повернення, з 1898 року Кримський працював у Лазаревському інституті, викладав курси семітських мов, вів курс перекладу з російської мови арабською і навпаки, вивчення Корану, читав лекції з історії арабської літератури. З 1901 року очолював кафедру арабської лінгвістики, став професором арабської літератури та філології. З 1903 року — професор історії ісламу.
Досліджував історію української мови. Тоді ж виступив з працею «Филология и Погодинская гипотеза» (Київ, 1904) проти гіпотези М. Погодіна про походження українців. Автор відомого підручника «Украинская грамматика» для гімназій і семінарій Придніпров'я у двох томах (Москва, 1907—1908).
За час викладання в Лазаревському інституті східних мов написав і видав цілу бібліотеку академічних підручників з філології та історії Близького Сходу, про Коран i мусульманство, курси історії і літератури арабів, персів і турків.
У 1918 році на запрошення В. Вернадського увійшов до складу комісії з вироблення законопроекту про заснування Української академії наук. А восени переїхав до Києва, де обійняв посаду неодмінного секретаря заснованої гетьманом Павлом Скоропадським Української академії наук. Був одним з академіків-засновників УАН. Зробив великий внесок у її створення й розвиток.
У Києві Кримський був творцем українського сходознавства. В Українській академії наук він також очолював історико-філологічний відділ, кабінет арабської та іранської філології, комісію словника живої мови, комісію історії української мови, діалектологічну й правописну комісії.
З 1921 року він також був директором Інституту української наукової мови. У жовтні 1921 року брав участь у Першому Всеукраїнському православному церковному Соборі, який підтвердив автокефалію Української автокефальної православної церкви.
У 1918—1921 роках працював професором всесвітньої історії в Київському університеті. Водночас був редактором «Записок Історично-філологічного відділу Української Академії наук», з 8 серпня 1925 року — головою Київського філіалу Всесоюзної асоціації сходознавства, створеного при ВУАН. У Києві Агатангел Кримський плідно працював лише в 1918—1928 роках. 12 вересня 1921 року на визнання його заслуг Рада народних комісарів Української СРР ухвалила постанову «Про соціальне забезпечення заслужених працівників науки», якою, серед інших осіб, Кримському дозволено видання наукових праць державним коштом, його звільнено від сплати державних податків, заборонено реквізиції та ущільнення його помешкання, матеріально забезпечено, а у випадку смерті — членів родини забезпечено позакатегорійною довічною ставкою заробітку.
З 1929 року Кримського почали переслідувати й позбавляти посад. У 1930-х роках він був практично усунений від науково-викладацької роботи в академічних установах України. Мешкав у Києві й Звенигородці. У 1937 році його запросили до підготовки аспірантури в Інституті мовознавства АН УРСР, де в 1938 році Кримський очолив відділ української мови. У січні 1941 року, під час урочистого відзначення 70-річного ювілею вченого, його було нагороджено орденом Трудового Червоного Прапора.
Незважаючи на те, що Кримський пережив Велику чистку 1930-х років, він був відсторонений від наукової та викладацької діяльності приблизно на 10 років. З 1930 року його твори було заборонено, не можна було публікуватися. У 1939 році його реабілітовано, але в липні 1941 року, після початку німецько-радянської війни, НКВС заарештував його, як «особливо неблагонадійного», за звинуваченням в «антирадянській націоналістичній діяльности» й вислав до Кустанайської області Казахської РСР.
Офіційно Кримський помер 25 січня 1942 року від виснаження в тюремній лікарні, але є версія, що він міг померти від жорстоких тортур. Його справа була остаточно припинена в 1957 році завдяки клопотанню Леоніда Булаховського, а в 1960 році він був офіційно реабілітований.
Агатангел Кримський брав активну участь в українському національному житті кінця XIX століття, листувався з відомими діячами української культури — Омеляном Огоновським, Борисом Грінченком, Іваном Франком, Лесею Українкою, Михайлом Павликом та іншими. У цей період своєї діяльности Кримський вів наукову полеміку з Олексієм Соболевським, який пропагував гіпотезу Михайла Погодіна про те, що давні кияни були росіянами, які тільки в період монгольської навали відійшли на північ.
З Лесею Українкою його поєднувала щира дружба, теплі приятельські стосунки. Вона не раз радилася з ним про свої твори, ділилася планами, прохала підказати літературу для вивчення. Агатангел Кримський залишив гарний спогад про Лесю Українку «Із спогадів щирого друга».
На повість Ольги Кобилянської «Царівна» він написав рецензію, що свідчить про його інтерес до розвою української літератури та її модерних процесів. Також часто відвідував Крим, де зустрічався з кримськотатарськими літературними діячами Ісмаїлом Ґаспринським, Абдуллою Лятіф-заде, Бекіром Чобан-заде та іншими.
Постановою Ради Міністрів УРСР № 203 від 7 травня 1971 року Володимир-Волинському педагогічному училищу присвоєно ім'я Агатангела Юхимовича Кримського з нагоди 100-річчя від дня народження вченого (нині «Володимир-Волинський педагогічний коледж ім. А. Ю. Кримського»).
У 1992 році засновано Волинську обласну премію імені Агатангела Кримського «за досягнення в галузі художньої літератури (поезія, проза, драматургія, переклади), документальної і науково-критичної літератури (естетика, літературознавство, мистецтвознавство, критика, мемуаристика, біографії, публіцистика, журналістика), театральної режисури, акторських робіт».
Особистий архів Агатангела Кримського зберігається в НБУ ім. В. Вернадського та Науковому архіві Наукової бібліотеки НаУКМА.

## Особисте життя
Особисте життя Кримського було заповнено клопотами про брата й сестру, а пізнє одруження не принесло родинного щастя. Напівсліпий, немічний i самотній вчений потребував допомоги секретаря, читця або коректора. Таким помічником був для нього Микола Левченко, якого він усиновив і який згодом став дослідником та завідував академічною друкарнею. У 1929 році, коли почалися арешти, які завершилися інспірованим НКВС процесом над «Спілкою визволення України», Левченка разом з багатьма іншими працівниками академії репресували. Перед цим він своїм свідченням врятував Кримського від арешту. У Левченка залишилася вагітна дружина, i після народження сина, Кримський усиновив його й дав ім'я.
Окремі дослідники літературної творчості Кримського, серед яких Соломія Павличко, Марія Ревакович, Олександр Авербух, припускають, що він мав гомосексуальну орієнтацію.
Втім, інші дослідники заперечують це, вважаючи припущення літературознавців слабо обґрунтованим, а питання сексуальності Кримського не до кінця вивченим.

## Творча спадщина і значення

### Наукова діяльність
Агатангел Кримський — автор понад 500 праць з мовознавства, літературознавства, джерелознавства, релігієзнавства, історії, культурології тощо. Поміж них значна кількість присвячена дослідженню арабських країн, Персії, Туреччини, кримських татар, семітології, ісламу тощо:
- «Очерк развития суфизма до конца III в. хиджры» (Труды Восточной Комиссии Императорского Московского Археолоического Общества. Т. 2. М., 1895);
- «Шагнаме, або іранська Книга царів» (Львів, 1896);
- «Лекции по Корану» (М., 1902);
- «Мусульманство і його будучність» (Львів, 1904);

- «История мусульманства» (М., 1904—1912);
- «Лекции по Корану» (2-е видання, М., 1905);
- «Аршакиды, Сасаниды и завоевание Ирана арабами» (2-е видання, М., 1905);
- «Арабская литература в очерках и образцах». В 3-х тт. (М., 1911);
- «История арабов и арабской литературы светской и духовной». Ч. 1-3 (М., 1911—1913);
- «История Персии, ее литературы и дервишской теософии». Т. 1-3 (М., 1909—1917);
- «История Турции и ее литературы». Т. 1-2 (М., 1910—1916);
- «Історія Персії та її письменства», 1923; [Архівовано 26 жовтня 2021 у Wayback Machine.]
- «Історія Туреччини та її письменства», 4 тт., 1924—1927);
- «Перський театр, звідки він узявся та як розвивався», 1925). [Архівовано 26 жовтня 2021 у Wayback Machine.]
- «Оповідання арабського історика XI в. Абу-Шоджі Рудраверського про те, як охрестилася Русь» // Ювілейний збірник на пошану академіка Д. І. Багалія. К., 1927;
- «До історіï вищоï освіти у арабів та дещо про Арабську академію наук» (К., 1928);
- «Студіï з Криму» (К., 1930);
- «История новой арабской литературы (XIX — начало XX века)» (М., 1971);
- «Твори». Т. 1-5 (К., 1972—1974);
- «Низами и его современники: [К 840-летию Низами Гянджеви]» (Баку: Элм, 1981).
- Кримський А. Ю. Вибрані сходознавчі праці в п'яти томах. Т. I. Арабістика. К.: Стилос, 2007. — 432 с. — ISBN 978-966-8518-86-7[21];
- Кримський А. Ю. Вибрані сходознавчі праці в п'яти томах. Т. II. Тюркологія. К.: Стилос, 2007. — 528 с. — ISBN 978-966-8518-87-4[22];
- Кримський А. Ю. Вибрані сходознавчі праці в п'яти томах. Т. ІІІ. Тюркологія. К.: Стилос, 2010. — 416 с. — ISBN 978-966-193-050-5[23];
- Кримський А. Ю. Вибрані сходознавчі праці в п'яти томах. Т. IV. Іраністика. К.: Стилос, 2008. — 388 с. — ISBN 978-966-193-003-1[24];
- Кримський А. Ю. Вибрані сходознавчі праці в п'яти томах. Т. V. «Іраністика. З неопублікованих та малодоступних творів А. Кримського». К.: Стилос, 2010. — 428 с. — ISBN 978-966-193-049-9[25];
- Кримський А. Ю. «Історія хазар» К.: Інститут сходознавства ім. А. Ю. Кримського НАН України, 2018. Ум. друк. арк. 20. Тираж 200 прим. — 216 с. ISBN 978-966-02-8775-4[26];
- Кримський А. Ю. Енциклопедична сходознавча спадщина. Упорядники: О. Д. Василюк, Ю. М. Кочубей, О. С. Мавріна, Д. А. Радівілов. — К.: Інститут сходознавства ім. А. Ю. Кримського НАН України, 2018. — 588 с. ISBN 978-966-02-8777-8[27];
- Агатангел Кримський. Нариси життя і творчості. Л. В. Матвєєва (гол. ред.) Київ: Інститут сходознавства ім. А. Кримського НАН України; Відп. ред.: Василюк О. Д. та ін. — К.: [Видавничий дім «Стилос»], 2006. — 564 с.: іл. — (наукова спадщина сходознавців). — Бібліогр. в кінці ст. — ISBN 966-8518-60-8[28];
- Епістолярна спадщина А. Кримського Т. І К., 2005. — Т. І (1890—1917). 500 с. ISBN 966-02-3485-6[29];
- Епістолярна спадщина А. Кримського Т. ІІ К., 2006. — Т. ІІ (1918—1941), 359 с. ISBN 966-8518-49-7[30];
- А. Ю. Кримський. Бібліографічний покажчик. Київ: Інститут сходознавства ім. А. Ю. Кримського НАН України 2016. — 276 с.: 1 іл. I ISBN 978-966-02-7935-3[31];

Окремі дослідження Агатангела Кримського присвячені Абу-Темаму («Хамаса»), Абану аль-Лахікі, Гафізу, Павлові Алеппському та іншим східним авторам. Він співпрацював з редакціями енциклопедій «Брокгауз і Єфрон» і «Гранат», де опублікував близько 300 статей.
У 2007—2010 роках Інститутом сходознавства ім. А. Ю. Кримського здійснено перевидання рідкісних сходознавчих праць Агатангела Кримського «Вибрані сходознавчі праці в п'яти томах».
Агатангел Кримський підготував «Історію хазарів з найдавніших часів до Х віку», задуману ним у двох томах, але видану лише в 2008—2018 роках.
Він знав близько 16 мов, переважно східних, за іншими свідченнями — понад 60.
Агатангел Кримський — автор таких праць з українського мовознавства:
- «Про научність фонетичної правописи». Буковина. 1897;
- «О малорусских отглагольных существительных на еннье и иннье» (М., 1900);
- «Филология и Погодинская гипотеза. Даёт ли филология малейшие основания поддерживать гипотезу Погодина и Соболевского о галицко-волынском происхождении малоруссов?» (Киев, 1904);
- «Филология и Погодинская гипотеза. Судьбы киевского малорусского наречия XI—XVI веков» (Киев, 1904);
- «Критерій для діялектологічної класифікації староруських рукописів» (Львів, 1905);
- «Древнекиевский говор» (СПб., 1907, з «Известий» Академії наук);
- «Українська граматика» (у 2-х т., 1907—1908);
- «Программа для собирания особенностей малорусских говоров» (СПб., 1910). Разом з Костем Михальчуком;
- «Нариси з історії української мови та хрестоматія з пам'ятників письменської старо-українщини XI—XVIII в.в.» (1922, у співавторстві з Олексієм Шахматовим);
- «Українська мова, звідкіля вона взялася і як розвивалася» (1922);
- «Звенигородщина. Шевченкова батьківщина з погляду етнографічного та діалектологічного».
- «Російсько-український словник правничої мови» (1926)

Займався дослідженням українських діалектів, у 1920-х роках брав участь у роботі над правописом української мови, редагував перший том «Академічного словника» (1924).
Цікавився історією української літератури, етнографією, релігієзнавством.

### Літературна діяльність
Агатангел Кримський відомий поетичними творами на східні теми, що ввійшли до збірки «Пальмове гілля» (у 2-х частинах 1901, 1908, 1923), оповіданнями (зб. «Повістки й ескізи з українського життя» (1895) і «Бейрутські оповідання» (1906) та романом — «Андрій Лаговський» (1905, повністю опублікований у 1972 році). Публікувався під псевдонімом А. Хванько.
Кримському належать численні переклади українською мовою творів арабської, перської i турецької літератур, поміж них — «Тисяча й одна ніч» і Шах-наме, а також твори Антари, Омара Хаяма, Абу-ль-Аля аль-Мааррі, Сааді, Гафіза, Міхрі-хатун, Фірдоусі та багатьох інших східних авторів.
Він перекладав твори європейських авторів, таких як Гайнріх Гайне, Ґете, Джордж Гордон Байрон, Сапфо, Фрідріх Рюккерт. У 1896 році окремою книжкою видано перекладені ним «Народні казки та вигадки» шотландського фольклориста Вільяма Александера Клоустона. У 1906 році в журналі «Зоря» опубліковано переклад казки Ганса Крістіана Андерсена «Щирісінька правда».
Перекладав турецькою мовою твори Тараса Шевченка.

## Вшанування пам'яті

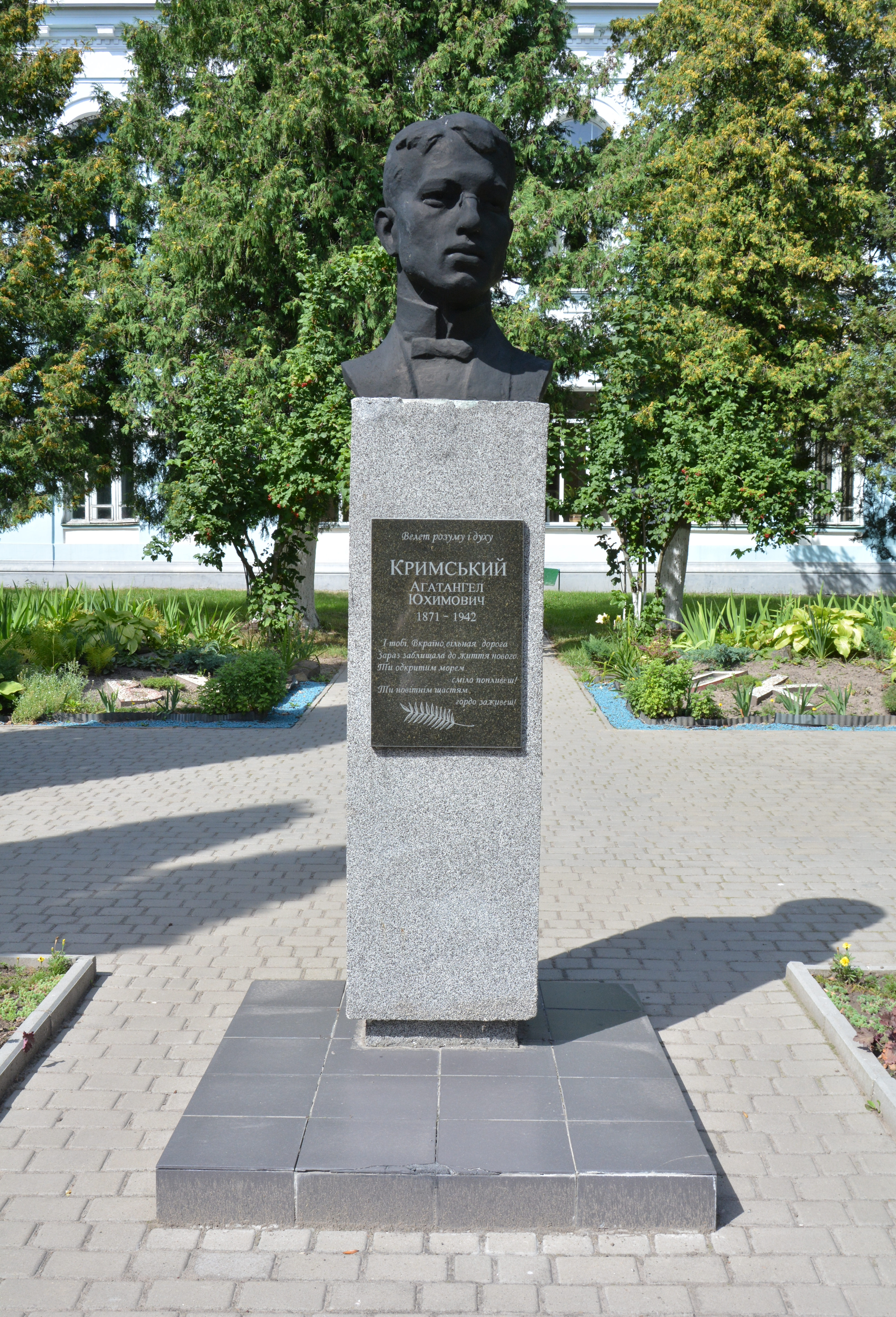
Погруддя Агатангелу Кримському у місті Володимир

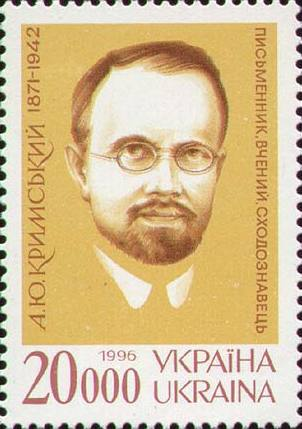
Поштова марка з портретом А. Кримського

### Україна
- У 1970 році ім'я Кримського внесено до затвердженого XVI сесією Генеральної Асамблеї ЮНЕСКО переліку видатних діячів світу[36].
- 14 грудня 1970 року рішенням виконавчого комітету Київської міської ради № 2210 частину Бородянського провулку в Святошинському районі міста Києва було перейменовано на вулицю Академіка Кримського.
- У 1971 році постановою Ради Міністрів України від 7 травня № 203 педагогічне училище у Володимирі отримало ім'я Агатангела Кримського. Зараз це Володимир-Волинський педагогічний коледж ім. А. Ю. Кримського.
- У 1971 році на честь Агатангела Кримського встановлено меморіальну дошку на колишньому будинку Колегії Павла Ґалаґана (нині це Музей літератури, вул. Б. Хмельницького, № 11).
- У 1990 році Національною академією наук України заснована премія імені А. Ю. Кримського за видатні наукові роботи в галузі сходознавства.
- 22 жовтня 1991 року засновано Інститут сходознавства НАН України, який отримав ім'я Агатангела Кримського.
- У 1992 році за ініціативою Волинської обласної організації НСПУ засновано Волинську обласну літературно-мистецьку премію імені Агатангела Кримського. Отримують її за досягнення в галузі художньої літератури, документальної та науково-критичної літератури, театральної режисури, акторських робіт.
- 15 січня 1996 року Укрпошта випустила марку «Агатангел Кримський. 1871—1942» (номер за каталогом № 104). Художник — Олексій Штанко. Наклад — 500 тис. На марці напис: «Агатангел Кримський. 1871—1942. Письменник, вчений, східознавець»[37].
- У 2005 році у Звенигородці (Черкаської області), де мешкав і працював Агатангел Кримський, було відреставровано Меморіальний будинок-музей Агатангела Кримського[38].
- 28 грудня 2015 року рішенням Вінницької міської ради вулицю Ленських подій було перейменовано на вулицю Агатангела Кримського, а провулок Ленських подій — на провулок Агатангела Кримського[39].
- У 2020 році члени Звенигородської районної громадської організації «Пам'ять» облаштували місце поховання і встановили хрест на могилі його батька Юхима Кримського, матері Аделаїди, брата Юхима та сестри Марії[40].

|                                                       |  |  |
| Пам'ятна монета НБУ, присвячена Агатангелу Кримському |  |  |

- 12 січня 2021 року Національний банк України ввів в обіг ювілейну монету із серії «Видатні особистості» номіналом 2 гривні, присвячену Агатангелу Кримському. Це перша пам'ятна монета 2021 року. Тираж 35 000. На реверсі монети — портрет Агатангела Кримського. Вертикальні лінії, на тлі яких зображено портрет, символізують трагічну долю вченого. Під портретом розміщені написи: ліворуч — АГАТАНГЕЛ, праворуч — КРИМСЬКИЙ; унизу роки його життя — 1871—1942. На аверсі монети розміщено: малий Державний Герб України (угорі), написи: УКРАЇНА/2 ГРИВНІ/2021 — праворуч від герба. У центрі монети — геометричний декор із розкритих книжок, складених у багатопроменеву зірку. Композиція символізує діяльність ученого-сходознавця та джерело знань. У центрі зірки — слова Агатангела Кримського: Я ЗРОЗУМІВ, ЩО МУШУ БУТИ УКРАЇНОФІЛОМ — ЦЕ Я ЗРОЗУМІВ ЦІЛКОМ СВІДОМО. Під словами — факсиміле А Кримський. Унизу праворуч — логотип Банкнотно-монетного двору Національного банку України[41][42]. Художники: Володимир Таран, Олександр Харук, Сергій Харук. Скульптор — Анатолій Демяненко. Програмне моделювання — Віталій Андріянов[43].
- У місті Хмельницький вулицю Академіка Чеботарьова перейменували на вулицю Агатангела Кримського.
- У місті Городок Хмельницької області вулицю Орджонікідзе перейменували на вулицю Академіка Кримського.
- У місті Дніпро вулицю Одоєвського перейменували на вулицю Академіка Кримського.[44]
- У місті Кривий Ріг вулицю Даля перейменували на вулицю Академіка Кримського.

### Туреччина
- 19 грудня 2023 року, згідно повідомлення Генерального консульства України в Стамбулі, в турецькому місті Ізмірі відкрили український парк імені Агатангела Кримського та пам'ятну дошку його імені[45][46].